# AT&T Mobility
AT&T Mobility LLC (англ. The American Telephone and Telegraph Mobility) — оператор сотовой связи, подразделение компании AT&T Inc. Компания является вторым по количеству абонентов оператором в США, включая Пуэрто-Рико и Американские Виргинские острова с более чем 138,8 млн. абонентов. AT&T Mobility является вторым по величине поставщиком беспроводной связи в США и Пуэрто-Рико после Verizon Wireless и крупнейшим поставщиком беспроводной связи в Северной Америке, включая AT&T Mexico.
Ранее являлась совместным предприятием AT&T и BellSouth, называясь Cingular. С декабря 2006 года компания полностью принадлежит AT&T (после приобретения ей BellSouth). В январе 2007 года логотип Cingular стал употребляться только рядом с логотипом «The new AT&T». В конце июня 2007 года использование бренда Cingular прекращено. До этого Cingular была сформирована через слияния и поглощения, и как результат этого — вкупе со стремительными технологическими изменениями в сфере беспроводной передачи данных — AT&T Mobility управляет сетями, использующими разные стандарты передачи данных. Самый широко используемый из них — стандарт GSM. Вдобавок к сетям GSM, AT&T управляет сетями передачи данных GPRS, а также сетями на основе EDGE (Enhanced Data rates for GSM Evolution).
20 марта 2011 года AT&T Mobility объявила о намерении приобрести T-Mobile у Deutsche Telekom за 39 млрд. долларов. Если бы они получили одобрение правительства и регулирующих органов, AT&T имел бы  более 130 миллионов абонентов. Однако Министерство юстиции, Федеральная комиссия по связи и конкуренты AT&T Mobility (такие как Sprint Corporation) выступали против этого шага на том основании, что это существенно снизит конкуренцию на рынке сотовой сети. В декабре 2011 года, перед лицом как правительственной, так и широкой потребительской оппозиции, AT&T отозвала свое предложение о завершении слияния.

## Используемые радиочастоты
Ниже приведен список известных частот AT&T, работающих в Соединенных Штатах:
| Частота            | Протокол  | Класс |
| ------------------ | --------- | ----- |
| 850 MHz            | UMTS/HSPA | 3G    |
| 1900 MHz           | UMTS/HSPA | 3G    |
| 700 MHz            | LTE       | 4G    |
| 850 MHz CLR        | LTE       | 4G    |
| 1700/2100 MHz(AWS) | LTE       | 4G    |
| 1900 MHz PCS       | LTE       | 4G    |
| 2300 MHz WCS       | LTE       | 4G    |

Поддержка 850/1900 MHz GSM/GPRS/EDGE 2G была прекращена с начала 2017 года.

## Конкуренты
- Verizon Wireless
- Sprint Nextel
- T-Mobile
- Alltel
- U.S. Cellular
- SunCom